# Vestingwerken van Haarlem
De vestingwerken van Haarlem waren een systeem van fortificaties om de stad te beschermen tegen aanvallen van buitenaf. Haarlem was, net zoals veel andere middeleeuwse steden, een vesting die beschikte over stadspoorten, stadsmuren, singels en bolwerken.

## Stadspoorten

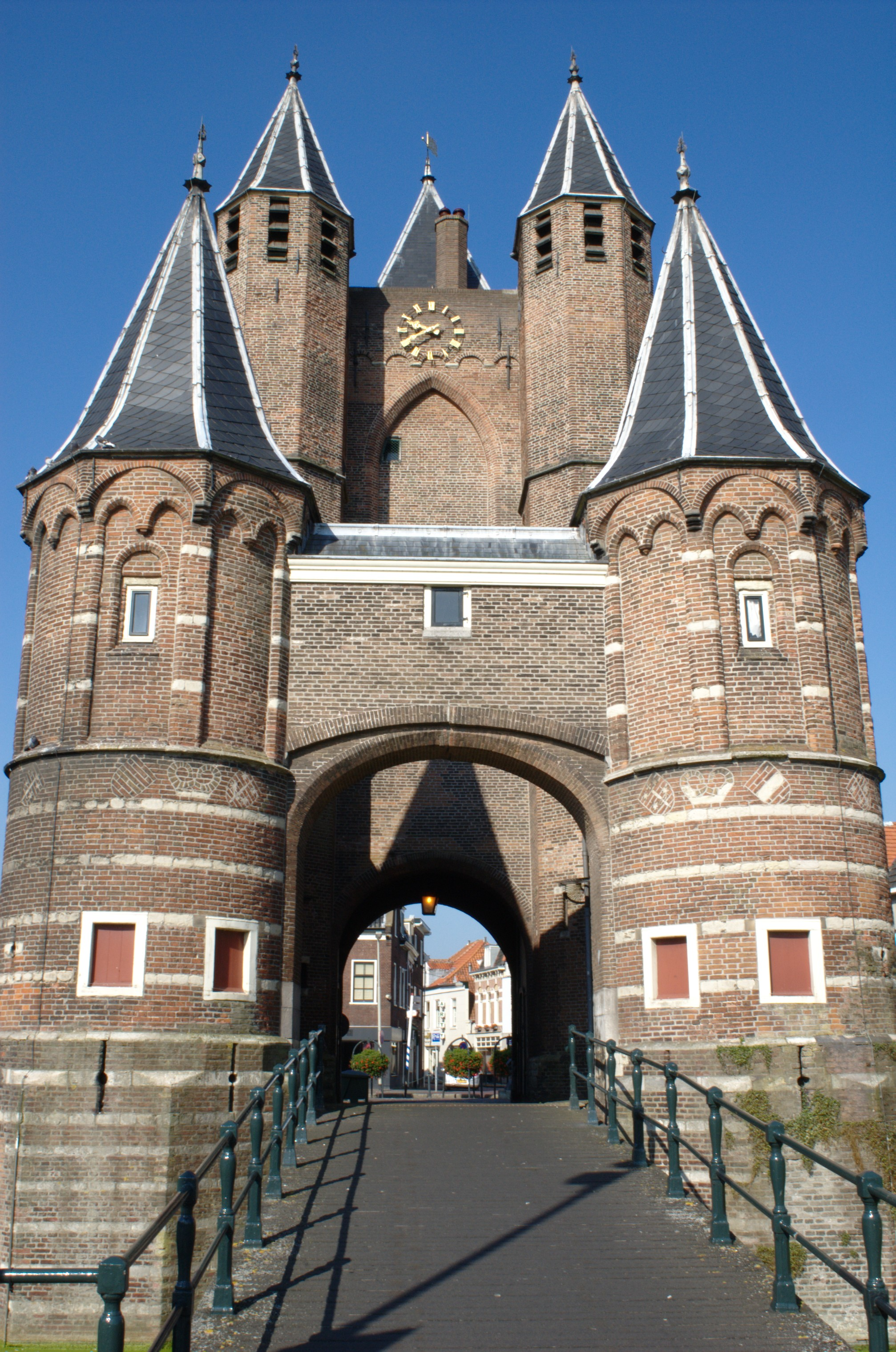
De Amsterdamse Poort

In totaal had Haarlem veertien stadspoorten. Van deze veertien poorten staat er nog één overeind, namelijk de Amsterdamse Poort. De andere poorten zijn rond de negentiende eeuw op gemeentelijk besluit gesloopt om ruimte te maken voor stadsuitbreiding en toenemend verkeer. De poorten werden als overbodig gezien en stonden in de weg. 
Andere poorten waren:
- Schalkwijkerpoort (gesloopt in 1866)
- Eendjespoort of Leidse Waterpoort (gesloopt in 1866)
- Kleine Houtpoort (gesloopt in 1873)
- Grote Houtpoort (gesloopt in 1824)
- Raampoort
- Raakstorens (gesloopt in 1866) waterpoort
- Zijlpoort (gesloopt in 1824)
- Kruispoort (werd in 1573 opgeblazen en in 1593 herbouwd)
- St. Janspoort (gesloopt in 1683)
- Catrijnenpoort, waterpoort
- Nieuwpoort of Kennemerpoort (gesloopt in 1866)
- Deymanspoort ook wel Dijmanspoort, Deimanspoort of Deimanswaterpoort[1]
- Vrouwehek, poort bestaande uit een simpel hek tussen twee beren, met een stenen boog daarboven en een ophaalbrug[2]

Tevens zijn in 1873 de laatste resten van de Pijntoren verdwenen.

## Overblijfselen
De Bolwerken is een 19e-eeuws stadspark dat een deel van de voormalige vestingwerken omvat. De Amsterdamse Poort is de enige nog bestaande stadspoort
De tot ontploffing gebrachte Kruispoort is gemarkeerd in het straatwerk van de Kruisstraat ter hoogte van de Albert Heijn. Het fronton van de Nieuwpoort is hergebruikt aan de Wilhelminastraat 43.
Een van de torens van de voormalige Catrijnenpoort bleef deels lange tijd ook bewaard doordat in 1778-79 molen De Adriaan op de muren van de toren werd gebouwd. Na de fatale brand van deze molen in 1932 bleven echter alleen nog de fundamenten over. Sinds 2002 herinnert de stenen onderbouw van de herbouwde molen weer aan de voormalige toren van de stadspoort.
Bij werkzaamheden aan de Schalkwijkerbrug zijn restanten van de Schalkwijkerpoort aangetroffen. Deze zijn onderzocht en weer ingegraven. Eén plaquette herinnert hieraan.
Verder zijn een aantal straten en bruggen vernoemd naar de stadspoorten. Een voorbeeld hiervan is de Vrouwehekbrug over de Kloppersingel tussen de Friese Varkensmarkt en Spaarndamseweg. De Zandersbrug is vernoemd naar toren die aan de stadszijde stond. Verder hebben we de Eendjespoortstraat in het Rozenprieel en ook het Kennemerplein is naar de daar gelegen poort vernoemd.

## Galerij

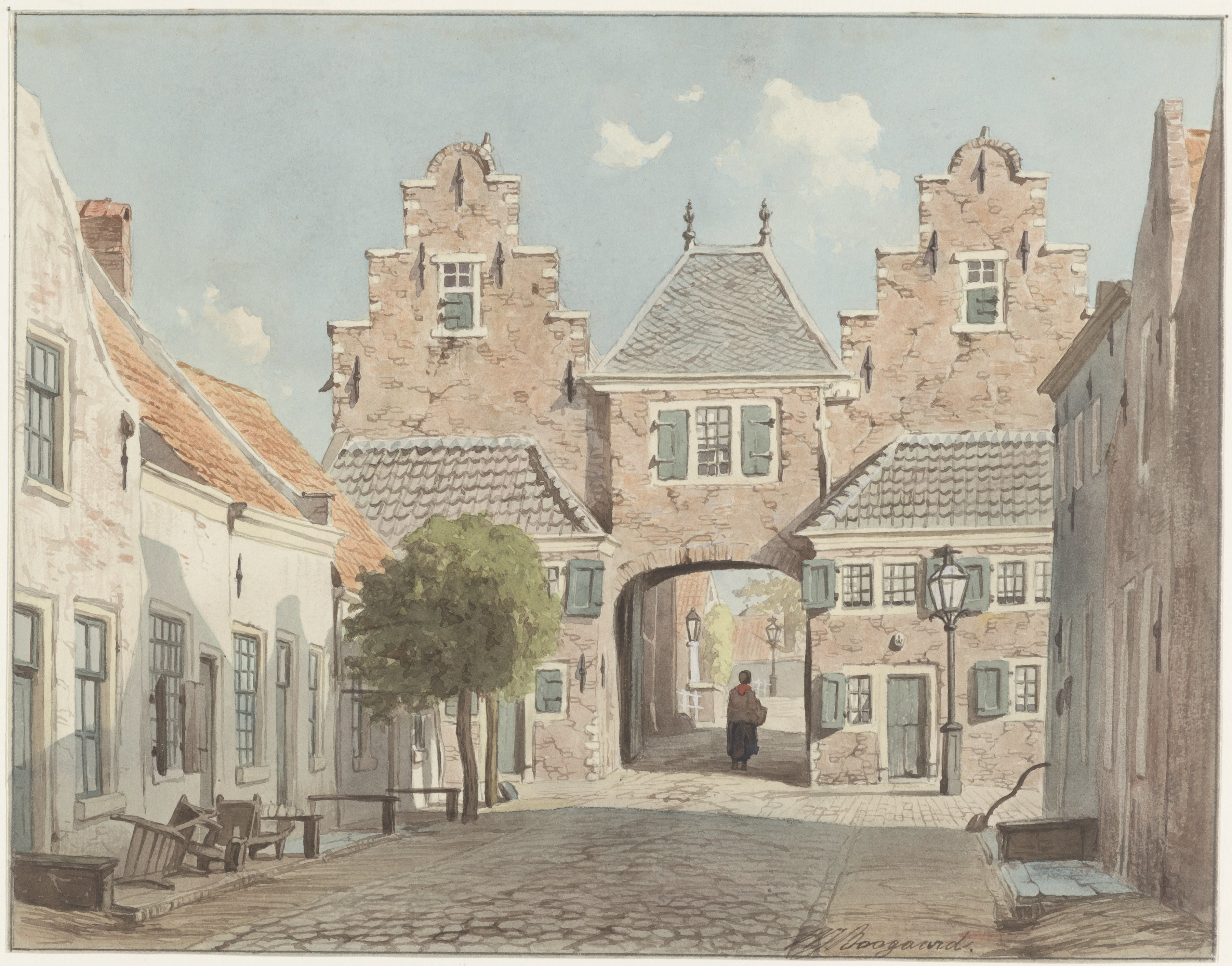
Schalkwijkerpoort
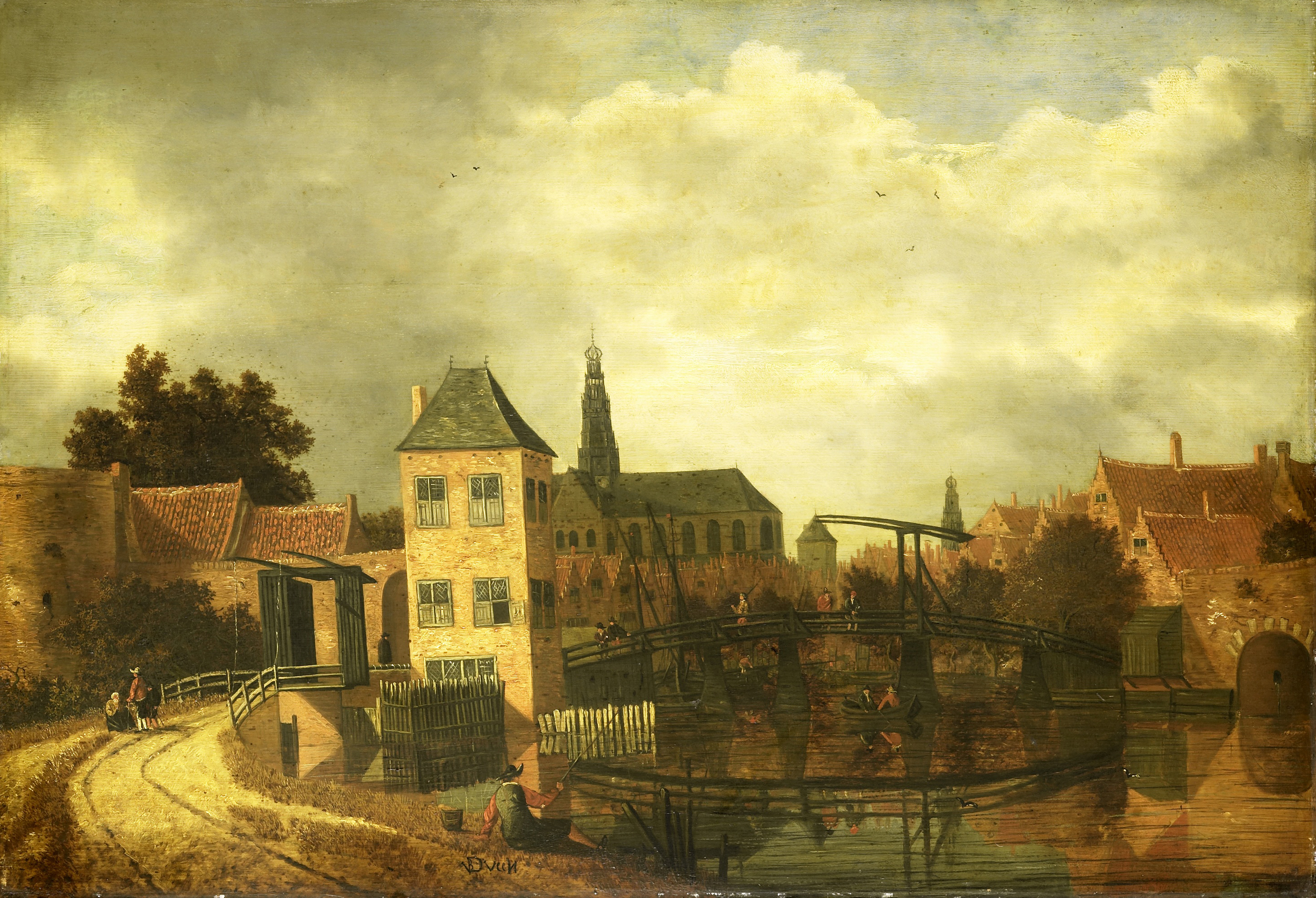
Eendjespoort of Leidse Waterpoort
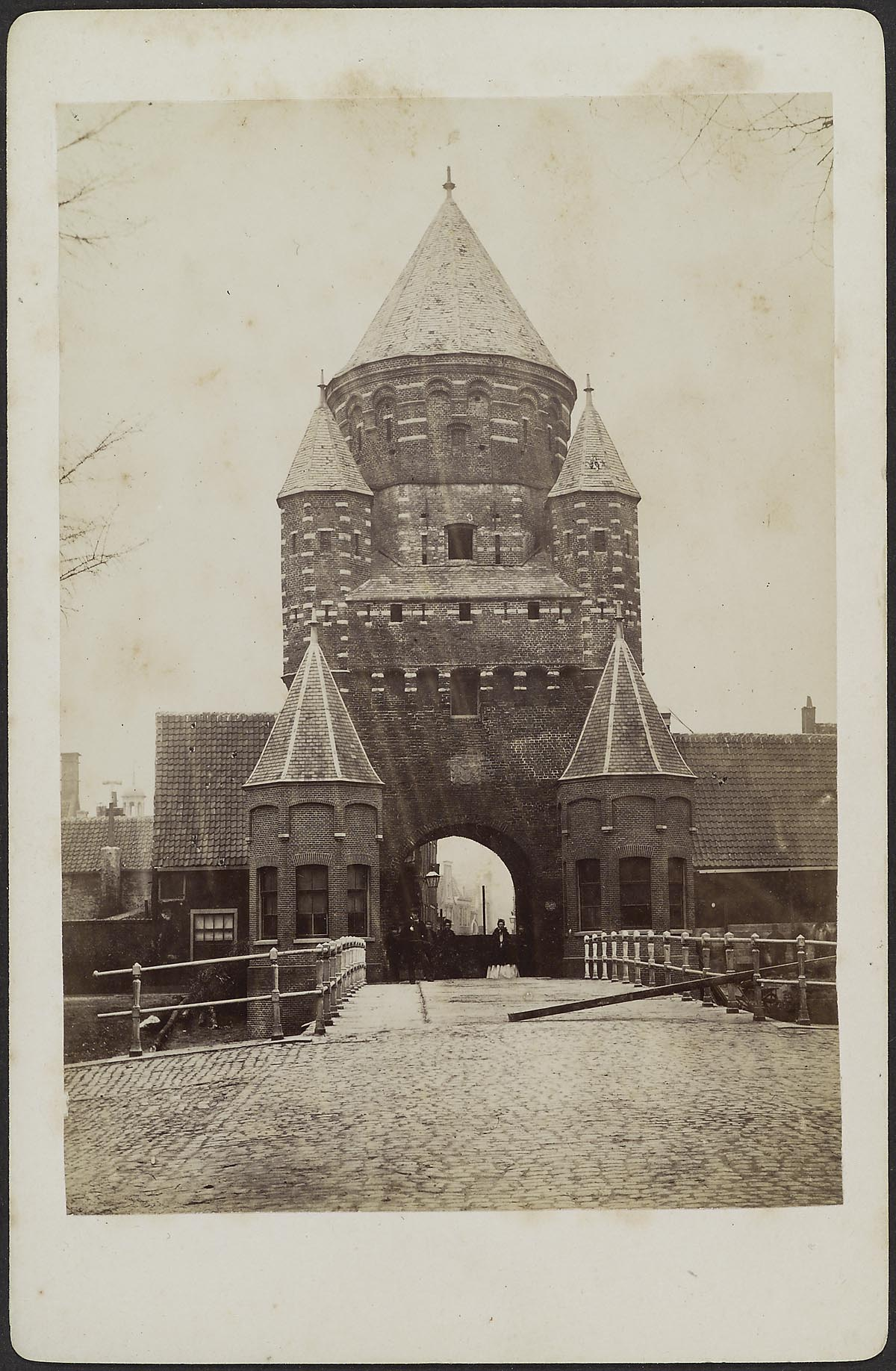
Kleine Houtpoort
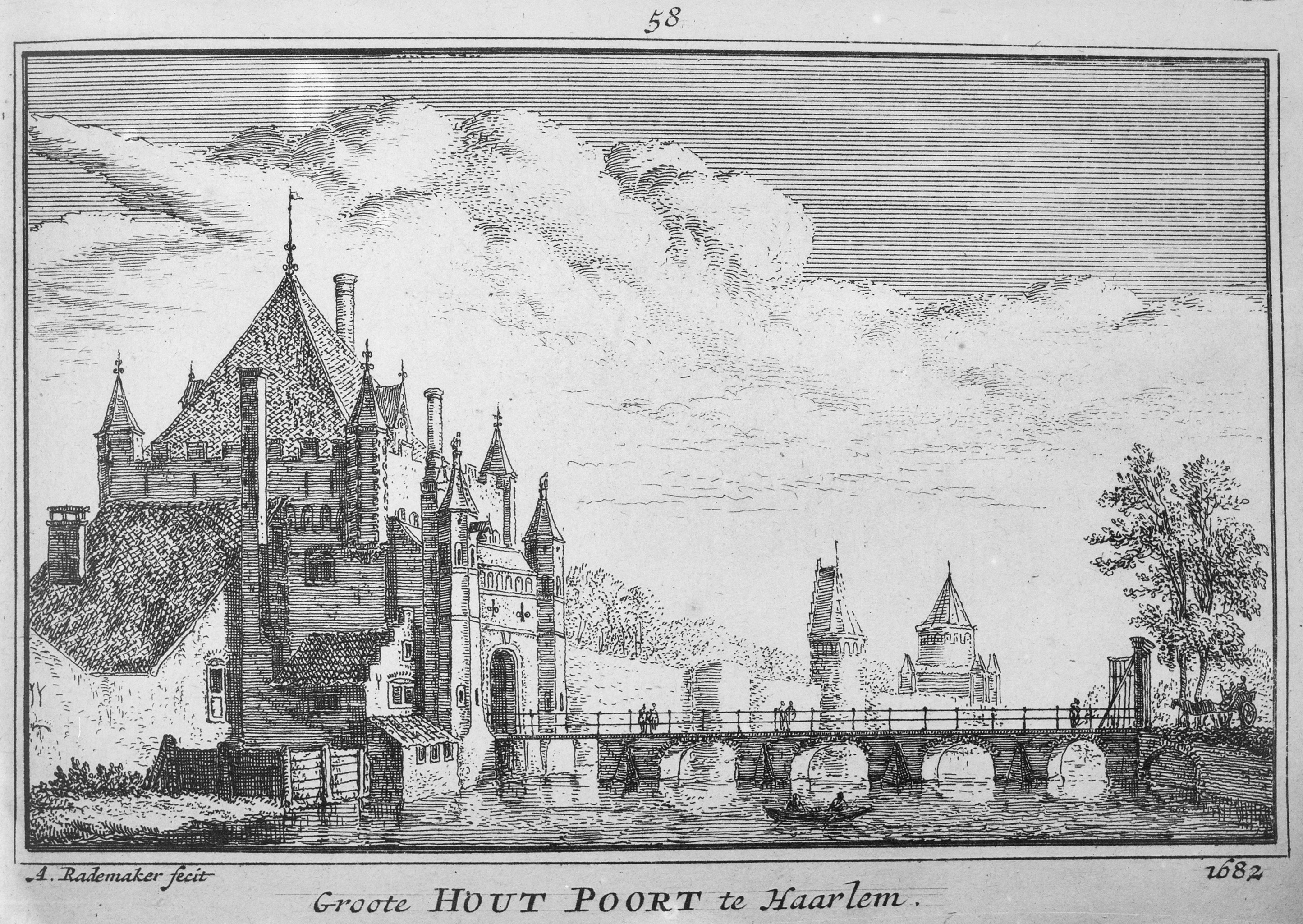
Grote Houtpoort
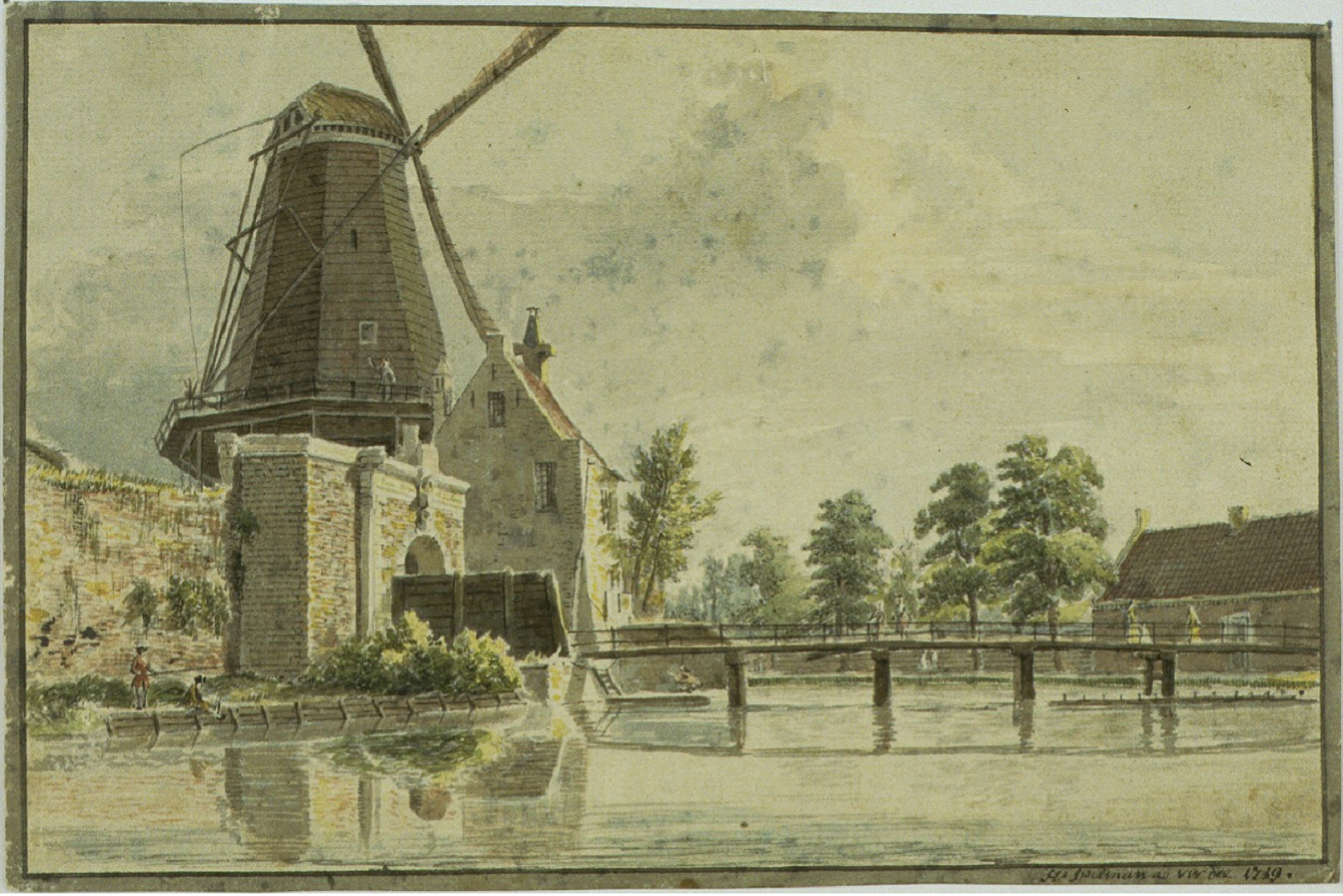
Raampoort
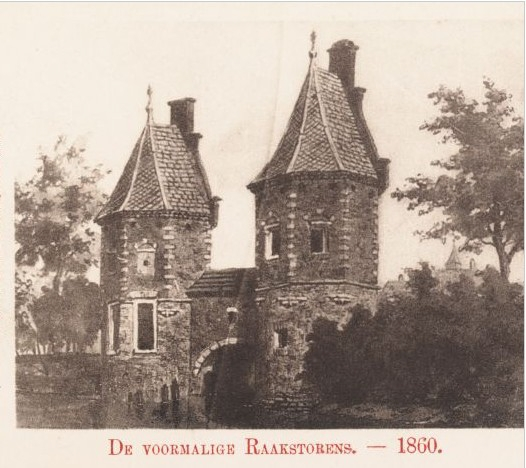
De Raakstorens
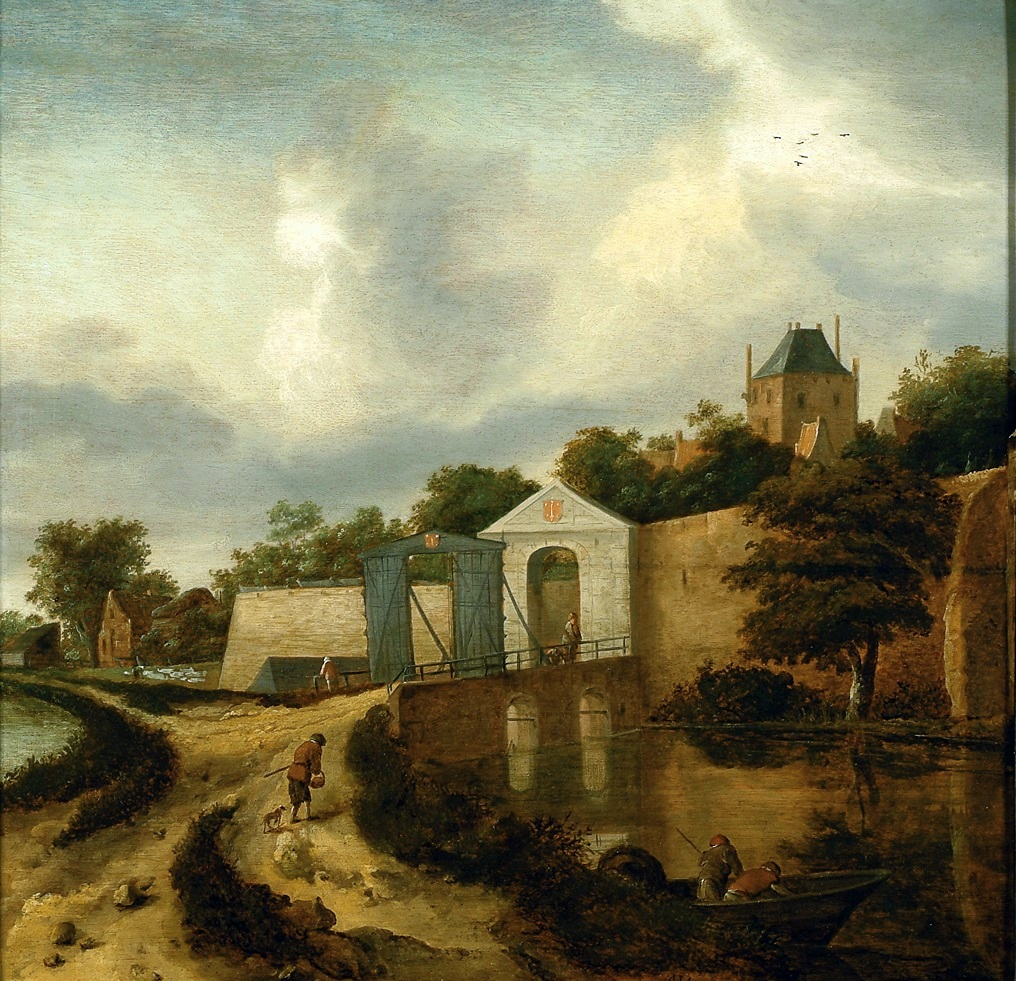
Zijlpoort
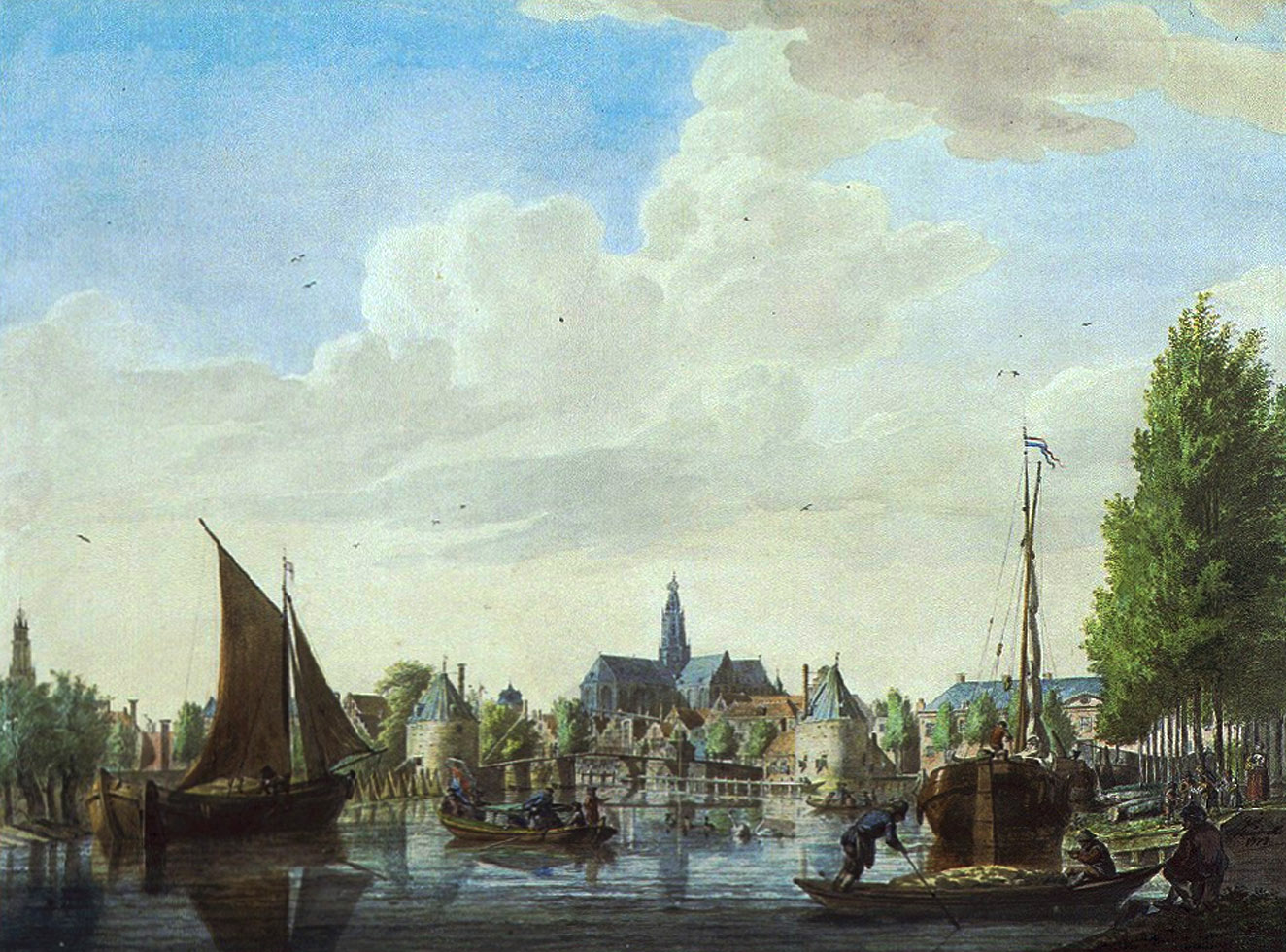
Catarijnenpoort
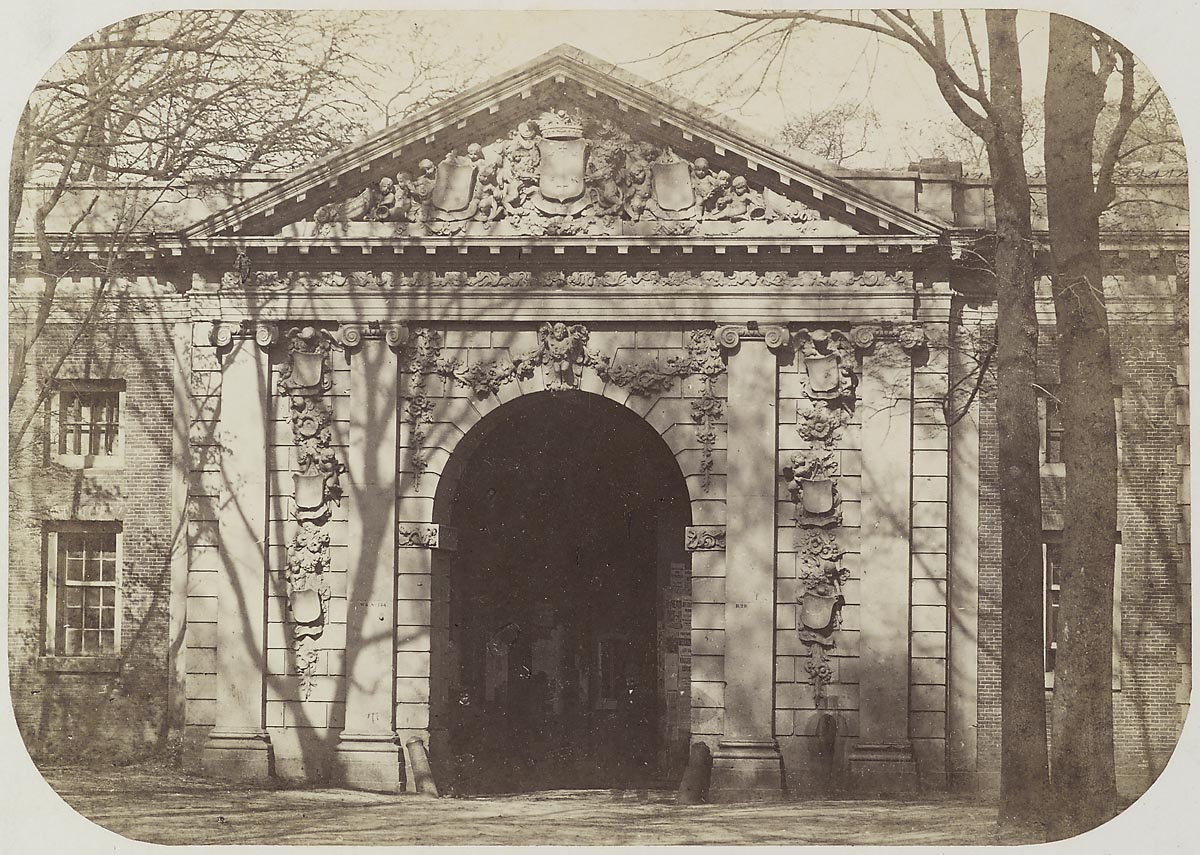
Nieuwpoort
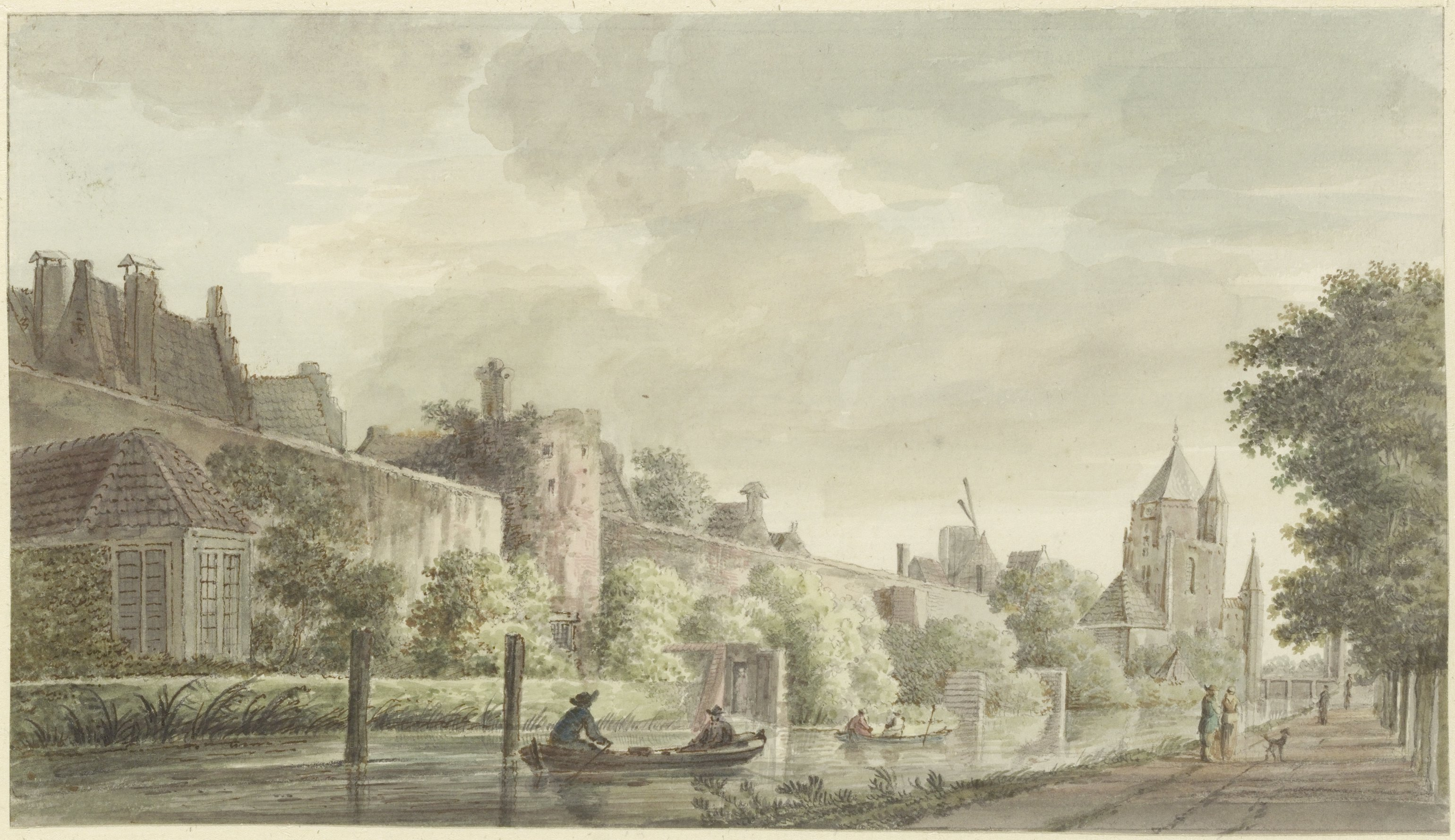
Stuk van de stadswal tussen de Schalkwijkerpoort en Amsterdamsepoort langs de Herensingel

Amsterdamse Poort · Schalkwijkerpoort · Eendjespoort · Kleine Houtpoort · Grote Houtpoort · Raampoort · Raakstorens · Zijlpoort · Kruispoort · Janspoort · Nieuwpoort / Kennemerpoort · Catrijnenpoort · Deymanspoort · Vrouwehek
Alkmaar · Amsterdam · Blokzijl · Borculo · Bredevoort · Coevorden · Delden · Elburg · Enschede · Genemuiden · Goor · Gorinchem · Haarlem · Hattem · 's-Hertogenbosch · Huissen · Klundert · Lochem · Maastricht · Montfoort · Naarden · Ommen · Ootmarsum · Rhenen · Roermond · Rijssen · Sittard · Sneek · Steenbergen · Steenwijk · Terborg · Valkenburg · Zaltbommel · Zevenaar · Zwartsluis · Zwolle